# Мілове (Куп'янський район)
Мілове́ — село в Україні, у Вільхуватській сільській громаді Куп'янського району Харківської області. Населення — близько 20 осіб. До 2020 року орган місцевого самоврядування — Міловська сільська рада.

## Географія
Село Мілове розташоване на правому березі річки Козинка, біля державного кордону України з РФ. Село витягнуто вздовж річки та державного кордону на 6 км. Вище за течією примикає до села Чугунівка, на протилежному березі село Бутирки (Росія). До села примикає великий лісовий масив (дуб).

## Історія
Перша згадка про заселення села відноситься до 1697 року: Козинка — на річці Козинці, за 46 верст від Вовчанська і Куп'янська,- поселення вихідців з Росії..
У 1704 році жителі слободи Козинки «Іван Юшков і села Бутурки Сава Нимчиков», всього чоловік з 40, писали до Митрополита Юстина: «тому з 7 років (отже в 1697 р.) оселилися ми в тій слободі і селі, а церкви Божої у нас немає; і обіцяємо ми збудувати церкву Архістратига Михаїла».  Прохачі казали, що вони вже просили про те митрополита Аврамія, і той мав намір дозволити будівництво храму, але помер. Митрополит Іустін видав храмоздану грамоту 23 березня 1704 року. При храмі було 40 десятин землі.
Виходячи з цих даних роком заснування села можна вважати 1697, а засновником слободи Козинка був Іван Юшков (біженець з Московської держави) вздовж річки Козинка. І початковою назвою села була "Юшина слобода", лише потім слобода Козинка. 
У 1799 році в слободі Козинка була побудована нова дерев'яна Архангельсько-Михайлівська церква, і будували церкву своїм коштом парафіяни.
У 1831 році від холери померло в парафії протягом двох тижнів 26 осіб, а в 1848 році протягом місяця померло 150 осіб. 
Парафіян було:
- у 1730 р. 90 чоловіків, 78 жінок;
- у 1750 р. 120 чоловіків, 108 жінок;
- у 1770 р. 241 чоловіків, 227 жінок;
- у 1790 р. 578 чоловіків, 518 жінок;
- у 1800 р. 627 чоловіків, 639 жінок;
- у 1810 р. 658 чоловіків, 680 жінок;
- у 1830 р. 800 чоловіків, 908 жінок;  * у 1850 р. 951 чоловіків, 988 жінок.

У Козинській парафії здавна існував розкол. У 1829 р. приєднаний був Козинським священиком хрещений у розколі Георгій Іванович Широкий, цього бажав батько його, який був також у розколі, але в 1823 році, за сповіщенням того ж священика, приєднаний до церкви з сімейством, що складалося з 10 осіб. Але й надалі там лишалося до 30 розкольників. 
До складу Козинської волості Російської імперії входили: хутори Чугунівка, Шев'яківка, Артільне, Амбарне, Остреньке, Олександрівка, Озерне, село Огибне, село Рублене та слобода Козинка. 
У 1919 чи 1920 році село перейменували на Будьоннівку, а з 1958 року воно стало Міловим. 
У 1966 році кількість населення села становила 898 осіб. 
На 01 січня 2019 року в селі був 151 двір, у тому числі: село Мілове − 105, село Чавунівка - 40, село Шев'яківка - 6.
На 01.10.2019 р. кількість населення, що постійно проживало, становила всього 300 чол., у тому числі: село Мілове – 205 чол., село Чугунівка – 85 чол., село Шев'яківка – 10 чол.
До 17 липня 2020 року село було центром Мелівської сільської ради Великобурлуцького району, до якої, крім Крейдяного, входили села Чугунівка (Великобурлукський район)  (Великобурлуцький район) | Шев'яківка]].
12 червня 2020 року, відповідно до розпорядження Кабінету Міністрів України  № 725-р «Про визначення адміністративних центрів та затвердження територій територіальних громад Харківської області», село увійшло до складу Вільхуватської сільської громади.
19 липня 2020 року, в результаті адміністративно-територіальної реформи та ліквідації Великобурлуцького району, село увійшло до складу новоутвореного Куп'янського району Харківської області.
Станом на 3 липня 2025 року на мапі аналітичного проєкту DeepState село Мілове було позначено як окуповане російськими загарбниками, але 2 липня на мапі не було позначено, що росіяни перетнули кордон. 4 липня речник ОТУ «Харків» Павло Шамшин підтвердив, що росіяни перетнули державний кордон України/ 8 липня повідомлялося, що війська РФ  активізувалися в районі села Мілове, перейшли державний кордон та намагалися атакувати позиції українських сил оборони. 
15 липня 2025 року, після тижня боїв, Збройні сили України вибили окупантів з території села, яке російські загарбники перетворили на суцільні руїни.

## Економіка
- В селі є кілька свино-товарних ферм.
- Приватне сільськогосподарське підприємство «Родина».

## Об'єкти соціальної сфери
- Амбулаторія.

## Природний заказник
- «Міловський» — ботанічний заказник місцевого значення на околицях села Мілове (загальна площа 38,7 га).